# Gobiateri
Gobiatherium ('bèstia del Gobi') fou un dels últims uintatèrids. Visqué a l'Eocè mitjà en allò que avui en dia és Mongòlia. A diferència dels seus parents nord-americans Uintatherium o Eobasileus, el gobiateri mancava de banyes semblants a bonys i també mancava d'ullals. En canvi, tenia els ossos zigomàtics agrandits i un musell gairebé esfèric.
A causa d'aquesta manca evident de molts trets diagnòstic dels uintatèrids (banyes i ullals), aquest gènere és classificat dins la seva pròpia família, Gobiatheriinae, tot i que alguns experts prefereixen donar-li la categoria de família, Gobiatheriidae.